# Bitches Broken Hearts
«Bitches Broken Hearts» — песня, записанная американской певицей Билли Айлиш. Песня была написана Билли и Финнеасом О’Коннелл и спродюсирована последним. Она была выпущена в качестве сингла 30 марта 2018 года. Песня была позже выпущена на 7-дюймовом виниле вместе с синглом «You Should See Me in a Crown». Он также был включён в расширенное издание дебютного мини-альбома Айлиш Don’t Smile at Me (2017), а также переиздание её дебютного студийного альбома When We All Fall Asleep, Where Do We Go? (2019). Эта песня была совместно спродюсирована братом Айлиш Финнеасом О'Коннеллом и Эммитом Фенном, что делает её первой песней Билли Айлиш, в которой есть производство от кого-то другого, кроме Финнеаса.

## Предыстория и релиз
"Bitches Broken Hearts" был первоначальна выпущена через SoundCloud певицы 10 ноября 2017 года. Позже песня была выпущена на стриминговые сервисы 30 марта 2018 года на лейблах Darkroom и Interscope Records. Она была включена в качестве песен из B-Side на 7-дюймовой виниле "You Should See Me in a Crown", выпущенном 20 октября 2018 года, и продавалась исключительно во время ее тура "1 By 1". Эта песня была включена в расширенное издание ее дебютного мини-альбома "Don't Smile at Me" в декабре 2018 года и в переиздание ее дебютного альбома " When We All Fall Sleep, Where Do We Go?" в следующем декабре. "Bitches Broken Hearts" была написана певицей, ее братом Финнеасом О'Коннеллом и Эммитом Фенном, что сделало ее первой песней Билли Айлиш, которая была спродюсирована кем-то другим, кроме Финнеаса.

## Музыка и текст
Критики описывали "Bitches Broken Hearts" как R&B трек. По нотам, опубликованным в Musicnotes, трек имеет умеренно быстрый темп 120 ударов в минуту (BPM) и играет в тональности Ля Минор. Вокал певицы охватывает одну октаву от G3 до G4. Лирически песня погружается в последствия расставания, Билли делает вид, что ей больше не нужен ее бывший любовник: 
“Ты можешь притвориться, что не скучаешь по мне"
Ты можешь притвориться, что тебе все равно"
Все, что ты хочешь сделать, это поцеловать меня"

"О, какой позор, меня там нет”.
Она также понимает, что будет знакомиться с новыми людьми и идти вперед: 
"Кто-то новый будет утешать вас"
Кто-то новый будет утешать меня"

"Как вы никогда не делаете".

## Представление записи вживую
В июле 2018 года Билли Айлиш представила песню вживую для Vevo Lift. Видео с живым участием певицы было опубликовано на YouTube 30 июля 2018 года. Продюсером выступления стал Райан Бус.

## Участники записи
Данные взяты из надписей на пластинке You Should See Me in a Crown / Bitches Broken Hearts.
- Билли Айлиш - написание песни, вокал
- Финнеас О'Коннелл - продюсер, написание песни, гитара, синтезатор, аранжировка
- Фэн Эмит - продюсер, написание песен, микс, мастеринг, барабаны, пиано, синтезатор, вокал

## Сертификации
| Регион | Сертификация | Продажи   |
| --- | ------------ | --------- |
| Австралия (ARIA) | Золотой      | 35 000    |
| Канада (Music Canada) | Платиновый   | 80 000    |
| Мексика (AMPROFON) | Золотой      | 30 000    |
| США (RIAA) | Платиновый   | 1 000 000 |
| * Данные о продажах приведены только на основе сертификации. ^ Данные о тиражах приведены только на основе сертификации. |              |           |

## История релиза
| Страна    | Дата            | Формат                     | Лейбл               | Ист.   |
| --------- | --------------- | -------------------------- | ------------------- | ------ |
| Различный | 30 марта 2018   | Цифровая загрузка стриминг | Darkroom Interscope | [ 22 ] |
| США       | 20 октября 2018 | 7"                         | Darkroom Interscope | [ 2 ]  |